# Arie van den Berg (schrijver)

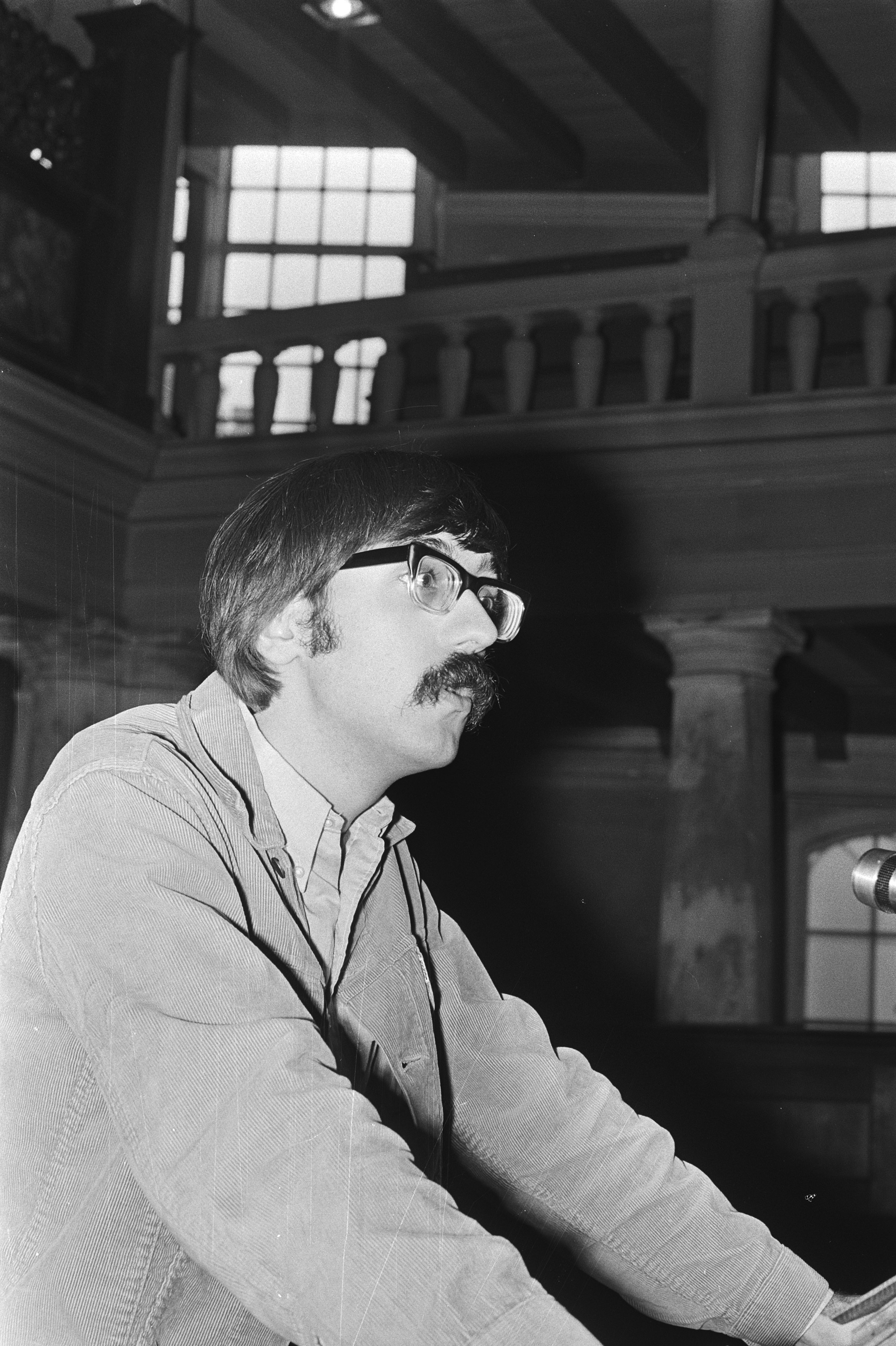
Arie van den Berg in 1970

Arie van den Berg (Alkmaar, 1 juni 1948) is een Nederlandse dichter en essayist.
Voor zijn dichtbundel Mijn broertje kende nog geen kroos ontving Van den Berg in 1970 de Reina Prinsen Geerligsprijs. Het gedicht IJsvogel raakte bekend onder een breed publiek: het verscheen op het laatste Nederlandse bankbiljet van tien gulden.
Van den Berg is naast schrijver en dichter als docent verbonden aan de Schrijversvakschool te Amsterdam. Ook is hij als onder meer poëziecriticus werkzaam voor NRC Handelsblad.
Van den Berg was bijna tien jaar voorzitter van de Amsterdamse kunstenaarssociëteit Arti et Amicitiae en is daar sinds november 2016 erelid van.